# أنجلو بالانتا
أنجلو بالانتا (بالإسبانية: Ángelo Balanta) هو لاعب كرة قدم كولومبي في مركز الهجوم، ولد في 1 يوليو 1990 في مدينة كالي في كولومبيا. لعب مع كوينز بارك رينجرز وميلتون كينز دونز ونادي بريستول روفيرز ونادي كارلايل يونايتد وويكمب وندررز ويوفل تاون.

## وصلات خارجية
- أنجلو بالانتا على موقع قاعدة بيانات كرة القدم.إي يو (الإنجليزية)
- أنجلو بالانتا على موقع Soccerbase.com (لاعب) (الإنجليزية)
- أنجلو بالانتا على موقع Soccerway.com (الإنجليزية)
- أنجلو بالانتا على موقع AS.com (الإسبانية)